# 許夢熊
許夢熊（1539年—？），字應男，號印峰，直隸寧國府南陵縣人，民籍，明朝政治人物。

## 生平
嘉靖四十三年（1564年）甲子科應天鄉試第四十九名舉人，隆慶五年（1571年）辛未科三甲第九十八名進士。许梦熊游宦数十年，无中人之产，不畏权贵，刚正不阿。通政司觀政後，初授浙江仁和县知县，因顶撞显贵新郑王而被改授福建福清县知县。福清地处海滨，常遭倭寇骚扰。前任知县陈大猷被倭寇逐走，新郑王使许梦熊继任，实欲借此加以构陷。许梦熊到职后，“宽输便民，革税通商，筑堡防边，兵民赖之。尤振兴文教，建号舍，置学田，令诸生诵读其中”。值戚继光领军入闽肃清倭寇，为许梦熊治福清创造了安定条件。许梦熊在福清两年，政通人和，县民安居乐业，隆庆六年（1572年）叶向高到县城应试，名列秀才第三名，而且是年岁最小的一个。许梦熊对他大加赞誉，设宴祝贺，在会上自告当红娘，与他"择婚"。两年后，叶向高和俞氏女结婚。此后，向高进入县学继续深造。为此闽志将许梦熊列为名宦。
萬曆三年（1575年）降为河南布政司都事，又转任湖广宜都县知县，时大学士张居正居首辅有年，因治理居功而堵塞言路。许梦熊乃乘张居正奔丧回故里之机，从容规劝张居正广开言路，张居正感而采纳。六年升都察院都事，七年调京任工部都水司主事，督理易州厂务，抗疏请革惜薪司中官常例以甦商困。十一年坐谴，补德州同知。十二年升東昌府通判，再升南京兵部主事，十四年升职方司员外郎，上《筹边策》，为台臣所攻，十五年降调外任，十六年降为茶陵州同知。吏部察其诬，十八年转顺天府通判，二十年移户部主事，次年以京察闲住。
万历十年（1582年），张居正死。明神宗迷信炼丹，道师张国祥威势显赫，位在六卿之右。许梦熊乃上疏请求崇正学，斥邪道，以“忤旨”罪被免职回乡。
　　

## 著作
萬曆十三年（1585年），許夢熊協助南陵縣知縣沈堯中編成《南陵縣志》16卷付印。一生著述，大都散失，其中《襟日樓草》、《寓理千言》，《省志》有著錄。《南陵小志》載有《卹商疏》、《培聖德疏》、《崇正學疏》、《重修城隍廟記》等文。

## 家族
曾祖許智；祖父許雲，知縣；父許承科，縣主簿。母朱氏；繼母胡氏。慈侍下。